# Dürre Aurach
Die Dürre Aurach ist ein Bach im Bezirk Vöcklabruck in Oberösterreich. Die Dürre Aurach ist nicht zu verwechseln mit der Aurach, die annähernd parallel fließt und nur wenige Kilometer flussabwärts in die Ager mündet.

## Verlauf
Sie bildet sich aus mehreren Quellbächen, die an den nördlichen Abhängen der Flyschberge Hohe Luft, Hongar, Alpenberg und Schiefgrubberg im Gemeindegebiet von Aurach am Hongar entspringen. Anschließend fließt sie Richtung Norden durch das Dorf Aurach, dem sie den Namen gab, und mündet bei Preising (Gemeinde Regau) in die Ager.

## Beschreibung
Es handelt sich um einen typischen Flyschbach, dessen Wasserstand bei Regen rasch anschwillt. In Perioden ohne Niederschläge fällt er häufig trocken, wie der Namensteil „dürr“ andeutet.
Die Dürre Aurach hat einen naturnahen Charakter und ist größtenteils unverbaut. Sie
ist mit einem Streifen von 50 Metern an beiden Ufern als Landschaftsschutzgebiet ausgewiesen. Über weite Strecken findet sich ein Uferbegleitgehölz aus Erlen, Eschen und Weiden. In der Dürren Aurach ist der Steinkrebs heimisch.

## Namenskunde
Der Name Aurach bedeutet so viel wie „Bach, an dem Auerochsen weiden“ (ahd. ūr = Auerochs und aha = fließendes Wasser).